# Невеликі зміни
«Невеликі зміни» (англ. Small Changes) — збірка науково-фантастичних оповідань американського письменника Гола Клемента, вперше надрукована 1969 року видавництвом Doubleday Books. Надрукований у Великій Британії видавництвом Роберта Гейла і передрукований у м’якій обкладинці Dell Books як «Космічні вії».

## Зміст
- «Пилова ганчірка» (Вражаюче, 1956)
- «Сонце» (Аналог, 1960)
- «Нерозділене почуття» (Вражаюче, 1945)
- «Падіння Трої» (Вражаюче, 1944)
- «Вогнестійкий» (Вражаюче, 1949)
- «Гало» (Гелексі, 1952)
- «Знайдені зірки» (If, 1966)
- «Крапля дощу» (If, 1965)
- «Механік» (Аналог, 1966)

## Відгуки
Альгіс Будріс високо оцінив збірку, зазначивши, що «в цих оповіданнях є шарм ... який не відповідає критичному аналізу в звичному розумінні».